# Freden, Mälaren
Freden är en fjärd i Mälaren som mynnar ut i Galten. Den avgränsas i söder av Borgåsund.
Strömsholms kanal mynnar ut i den södra delen av fjärden.